# 渋谷全線座
渋谷全線座（しぶやぜんせんざ、1956年 開業 - 1977年 閉館廃業）は、かつて存在した日本の映画館である。

## 歴史
1956年（昭和31年）、全線座株式会社が、東京都渋谷区渋谷1丁目24番10号、渋谷駅前明治通り沿いに開業、同社は同地に本社を置いた。当初は洋画のロードショー館で、内部は2階建ての大きな映画館であった。
1961年（昭和36年）、70ミリプリントをかけられるシネマスコープシステムを導入した。
洋画2本立ての名画座として長年親しまれたが、1977年（昭和52年）、閉館廃業。1979年（昭和54年）1月20日、同地に竣工した渋谷全線座ビルに日本興業銀行、渋谷東急イン（現渋谷東急REIホテル）が開業した。現在1、2階はビックカメラ、3階は居酒屋北海道が入居している。

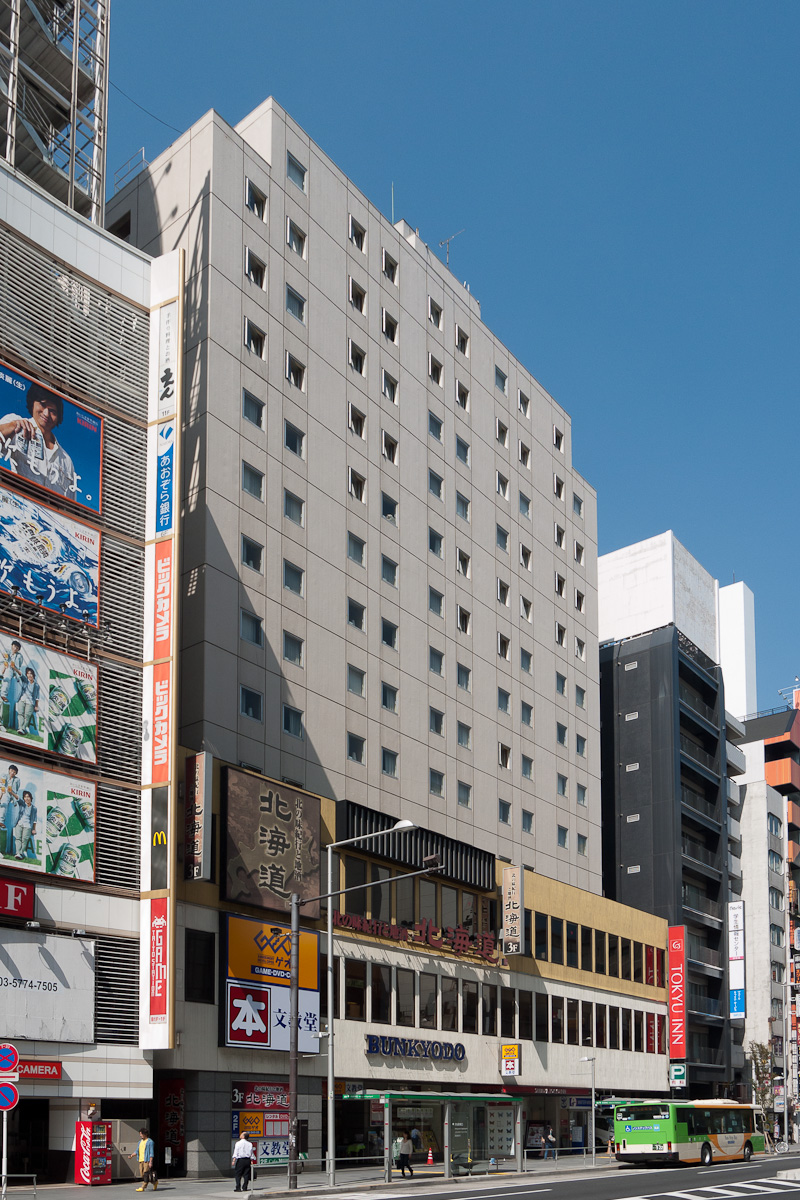
跡地に建設された渋谷東急イン（渋谷全線座ビル内）

## 関連事項
- 全線座

## 註
1. 1 2  #外部リンク欄の公式サイト内の「沿革」「会社概要」の各項の記述を参照。二重リンクは省く。
2. ↑  時事映画通信社『映画年鑑 1962』（時事映画通信社、1962年）のp.282の記述を参照。